# Запис крст код базилике (Рујковац)
Запис крст код базилике (Рујковац) се налази на парцели чији је власник Општина Медвеђа.

## Локација
| Општина             | Медвеђа                                                                     |
| Катастарска општина | Рујковац                                                                    |
| Потес               | Бандер црквиште                                                             |
| Координате          | 42° 53′ 12″ С; 21° 39′ 16″ И / 42.886800000000001° С; 21.654499999999999° И |
| Надморска висина    | 463m                                                                        |

## Карактеристике
Дендрометријске вредности утврђене на терену и сателитским снимцима:
| Стабло                     | Крст |
| Висина стабла              | m    |
| Обим дебла                 | m    |
| Пречник крошње             | 0m   |
| Пречник дебла              | m    |
| Висина дебла до прве гране | m    |

## База записа
Запис је у оквиру Викимедија пројекта "Запис - Свето дрво" заведен под редним бројем 1186.